# Acanthocyclops vernalis
Acanthocyclops vernalis is een eenoogkreeftjessoort uit de familie van de Cyclopidae. De wetenschappelijke naam van de soort is voor het eerst geldig gepubliceerd in 1853 door Fischer als Cyclops vernalis.
De naam Acanthocyclops plattensis Pennak & Ward, 1985 is volgens WoRMS een subjectief synoniem voor deze soort.